# 데이비드 커시
데이비드 커시(David Keirsey)는 미국의 심리학자로 플리즈 언더스탠드 미(Please Understand Me)에서 16가지 성격 유형 체계인 커시 기질 유형(Keirsey Temperament Sorter, KTS)을 발표했다.